# Orthogynium gomphioides
Orthogynium es un género monotípico de plantas fanerógamas perteneciente a la familia Menispermaceae. Su única especie: Orthogynium gomphioides, es originaria de Madagascar.

## Taxonomía
Orthogynium gomphioides fue descrita por (DC.) Baill. y publicado en Bulletin Mensuel de la Société Linnéenne de Paris 1: 459. 1885.
Sinonimia
- Cocculus gomphioides DC.
- Menispermum gomphioides DC.[2]